# كوميديا الخطر
كوميديا الخطر (بالإنجليزية: Comedy of Menace)‏ هي هيكل المسرحيات التي كتبها ديفيد كامبتون ونيجل دينيس وإن.إف.سيمبسون وهارولد بينتر.
صاغ هذا المصطلح الناقد الدرامي إيرفينغ واردل الذي اقتبسه من العنوان الفرعي لمسرحية كامبتون العرض الجنوني: كوميديا الخطر (The Lunatic View: A Comedy of Menace) في مراجعة مسرحيات بينتر وكامبتون في مجلة أنكور في عام 1958.

## خلفية
نقلاً عن منشورات واردل الأصلية في مجلة أنكور بتاريخ 1985، أشارت سوزان هوليس ميريت إلى أنه في كوميديا الخطر واردل، وضعت بداية هذه التسمية على عمل بينتر واصفة إياه «كواحد من العديد من الكتاب المسرحيين الذين تجمعوا معًا بشكل مبدئي بصفتهم غير طبيعيين أو تجريديين». يتابع ميريت مقالته «كوميديا الخطر»، وهو يركز على مسرحية (حفلة عيد الميلاد) لأنها المسرحية الوحيدة التي شاهدها واردل وراجعها في ذلك الوقت، لكنه يتكهن على أساس أوصاف مسرحيات بنتر الأخرى (الغرفة) هي أول مسرحية لهارولد بينتر، وقد كُتبت وأنتجت لأول مرة في عام 1957، ومسرحية (النادل الغبي) هي مسرحية من فصل واحد كتبت عام 1957، أن بينتر كاتب تتبعه صورة واحدة.
عند الإشارة إلى التأثيرات الأدبية المعترف بها على عمل بينتر (أفلام بيكيت، كافكا وأفلام العصابات الأمريكية)، يجادل واردل بأن مسرحية «حفلة عيد الميلاد» تجسد نوع التهديد الهزلي الذي أدى إلى نهوض هذه المقالة.
في (كوميديا الخطر) كما يلاحظ ميريت، على أساس تجربته مع «حفلة عيد الميلاد» وروايات الآخرين عن المسرحيتين الأخريين، يقترح واردل «أن الكوميديا تمكن العملاء المخلصين وضحايا الدمار من الدخول والاعتزال عن الخدمة؛ للسخرية حول الموقف في أثناء قيامهم بتزييت المسدس؛ لاستعراض ملامح سخيفة أو محببة تكمن خلف أقنعتهم الماكرة؛ للقاء مرتدين القبعات الورقية بصدد ممارسة لعبة رجل أعمى»، إنه يقترح كيف أن الخطر في مسرحيات بينتر «يمثل شيئًا أكثر جوهرية؛ قدرًا».
وأن هذا القدر أو المصير لم يكن مستخدمًا بشكل صارم في الكلاسيكية، ولكن كمرض عضال ينساه المرء معظم الأوقات والذي قد تأخذ تذكيراته القاتلة شكل مزحة، إنها فكرة درامية مناسبة لعصر السلوك المشروط حيث يكون الرجل الأرثوذكسي متعاونًا طوعيًا في تدميره. بعد عامين فقط 1960، تراجع واردل عن فيلم «كوميديا الخطر» في مراجعته مسرحية القائم بالأعمال «The Caretaker» قائلاً: بناءً على قوة حفلة عيد الميلاد وزوج من الممثلين، قمت بتطبيق عبارة «كوميديا الخطر» لكتابات بينتر.
بعد تراجع واردل عن كوميديا الخطر كما طبقها على كتابات بينتر، تنكر بينتر نفسه أيضًا من حين لآخر وشكك في صلتها بعمله كما فعل أيضًا في تصريحه المرتجل ولكن المناسب بأن مسرحياته تدور حول (المراوغ تحت خزانة الكوكتيل).
في كانون الأول ديسمبر 1971، في مقابلته مع بينتر حول مسرحية العصور القديمة «Old Times» ذكر ميل جوسو أنه بعد العودة للوطن قال بنتر إنه لم يعد بإمكانه البقاء في الغرفة مع هذه المجموعة من الأشخاص الذين فتحوا الأبواب ودخلوا وخرجوا. المناظر الطبيعية والصمت، (مسرحيتان قصيرتان للذاكرة الشعرية كتبتا بين العودة للوطن والأزمنة القديمة) في شكل مختلف تمامًا. لا يوجد أي خطر على الإطلاق. لاحقًا عندما طلب جوسو من بينتر التوسع في وجهة نظره بأنه سئم من التهديد، أضاف بنتر: عندما قلت إنني تعبت من التهديد، كنت أستخدم كلمة لم أعنيها، لم أفكر أبدًا في التهديد بنفسي. كانت تسمى (كوميديا الخطر) منذ زمن بعيد 1958. لم أضع تصنيفات على نفسي أو على أي منا «الكتاب المسرحيين»،
ولكن إذا كان ما أفهمه أن كلمة تهديد تعني بعض العناصر التي استخدمتها في الماضي في شكل مسرحية معينة، فلا أعتقد أنها تستحق المزيد من الاستكشاف.
رغم تراجع واردل عن «الخطر» ومؤهلات بنتر اللاحقة، اشتهرت (كوميديا الخطر) وكانت سائدة منذ أواخر الـ 1950 من القرن الماضي في الإعلانات والحسابات النقدية والإشعارات والمراجعات لوصف مسرحيات بينتر المبكرة وبعض من أعماله اللاحقة أيضًا.
كما يشير ميريت، من بين أمثلة أخرى لاستخدام النقاد لهذا العمل وفئات مماثلة من عمل بينتر، بعد «محادثة» جوسو عام 1971 مع بينتر من أنه يردد مفهوم واردل، يبدو أن جوسو يتجنب استخدام «كوميديا الخطر» عند مراجعة إنتاج (لحفلة عيد الميلاد) في مسرح المرجع سي إس سي عام 1988.
بينما لا يزال يشدد على «رعب» بينتر والضحك الذي باطنه خوف، يصف جوسو المسرحية بأنها مسرحية دسيسة، مع وجود دافع أساسي للخيانة. ويصف برنارد ف. دوكور المسرحية بأنها كوميديا من خطر أو خلاف ذلك.
عند مناقشة الإصدار الأول لمسرحية بينتر الأولى الكاملة، حفلة عيد الميلاد عام 1958 والتي أعقبت مسرحيته الأولى الغرفة عام 1957، أشار كاتب سيرة حياته الرسمية مايكل بيلينغتون إلى أن واردل وصف مكانها مرة واحدة بشكل ممتاز، كغرفة جلوس عادية تفتح أبوابها لأهوال التاريخ الحديث.